# 東谷温泉
東谷温泉（ひがしたんおんせん）は、富山県の黒部市と立山町の境界未確定地帯にあった温泉である。現在は仙人谷ダム（黒三ダム）貯水池に水没している。別名は猿の湯。

## 特徴
黒部川花崗岩の盤上から湧出して本流に滝として流れ落ちている温泉で、河岸に滝壺として、温泉の溜まった部分があり、水没前の電源調査ではそこでニホンザルが傷を癒すために入浴をしていた様子が確認されている。ただし、温泉利用の傾向などサルの生態については詳しい調査はなされなかった。
日本電力による黒部川第三発電所の建設において、水路トンネルが東谷温泉辺りを通る予定だったが、景観などの問題から東谷温泉から東に3kmほどの位置にある仙人谷下部に建設場所を移すこととなった。その結果建設されたトンネルが高熱隧道である。

## 泉質
詳しい泉質は不明だが、黒部峡谷温泉群の他の温泉と同様にアルカリ性単純温泉と考えられる。

## 交通アクセス
公共交通
黒部峡谷鉄道の欅平駅から水平歩道を辿る。
車
自家用車でのアクセスは出来ない。